# Kanton Chevreuse
Kanton Chevreuse (fr. Canton de Chevreuse) je francouzský kanton v departementu Yvelines v regionu Île-de-France. Skládá se ze 13 obcí.

## Obce kantonu
- Cernay-la-Ville
- Chevreuse
- Choisel
- Dampierre-en-Yvelines
- Lévis-Saint-Nom
- Magny-les-Hameaux
- Le Mesnil-Saint-Denis
- Milon-la-Chapelle
- Saint-Forget
- Saint-Lambert
- Saint-Rémy-lès-Chevreuse
- Senlisse
- Voisins-le-Bretonneux